# 孟琯
孟琯（?—?），平昌安丘人。唐朝官员。
孟存性之長子，有弟孟璲。永貞元年（805年）十月，孟琯還很年幼時，在郴州曾請序於韓愈。元和五年（810年）進士， 授殿中侍御史。大和三年九月，以監察御史往淮南、浙右巡察米價。後為長安縣令。大和九年十一月，甘露之變前夕，曾與姚中立共同協助京兆少尹羅立言謀誅宦官，捕贼官鄭洪因害怕而詐死，事後鄭洪躲入左神策軍，向仇士良告發姚中立，孟琯受牽連貶硤州長史。大和九年（835年），再貶梧州司戶參軍，其後事蹟失考。卒年不詳。有《嶺南異物志》一卷。有子孟啟。